# Collegio di Sheffield Central
Sheffield Central è un collegio elettorale inglese della Camera dei comuni del Parlamento del Regno Unito, situato nel South Yorkshire, nella regione dello Yorkshire e Humber. Elegge un membro del Parlamento con il sistema maggioritario a turno unico. Il rappresentante del collegio dal 2024 è la laburista Abtisam Mohamed.

## Estensione

Sheffield Central dal 2010 al 2024

- 1885-1918: i ward del Municipal Borough of Sheffield di St Peter's e St Philip's, e parte di St George's.
- 1918-1950: i ward del County Borough of Sheffield di St Peter's e St Philip's, e parte di Broomhall.
- 1983-1997: i ward della City of Sheffield di Burngreave, Castle, Manor, Netherthorpe e Sharrow.
- 1997-2010: come sopra, con in più Nether Edge
- 2010-2015: i ward della Città di Sheffield di Broomhill, Central, Manor Castle, Nether Edge e Walkley.
- 2015-2024: i ward della Città di Sheffield di Broomhill and Sharrow Vale, City, Manor Castle, Nether Edge and Sharrow e Walkley, oltre a parte dei ward di Crookes & Crosspool, Ecclesall, Fulwood e Hillsborough.
- dal 2024: i ward della Città di Sheffield di Broomhill and Sharrow Vale; City; Nether Edge and Sharrow e Walkley.[1]

Il collegio copre la parte centrale di Sheffield e si estende fino a Nether Edge e Manor. L'area coperta è simile al vecchio collegio di Sheffield Park.

## Membri del Parlamento
| Elezione | Elezione            | Deputato           | Partito            |
| -------- | ------------------- | ------------------ | ------------------ |
|          | 1885                | Howard Vincent     | Conservatore       |
| 1908 (S) | James Fitzalan Hope |                    | Conservatore       |
|          | 1929                | Philip Hoffman     | Laburista          |
|          | 1931                | William Boulton    | Conservatore       |
|          | 1945                | Harry Morris       | Laburista          |
|          | 1950                | Collegio abolito   | Collegio abolito   |
|          | 1983                | Collegio ri-creato | Collegio ri-creato |
|          | 1983                | Richard Caborn     | Laburista          |
| 2010     | Paul Blomfield      |                    | Laburista          |
| 2024     | Abtisam Mohamed     |                    | Laburista          |

## Risultati elettorali

### Elezioni negli anni 2020
| Partito                    | Partito                                | Candidato                  | Risultati 4 luglio 2024 | Risultati 4 luglio 2024 |
| Partito                    | Partito                                | Candidato                  | Voti                    | %                       |
| -------------------------- | -------------------------------------- | -------------------------- | ----------------------- | ----------------------- |
|                            | Laburista                              | Abtisam Mohamed            | 16 569                  | 52,10                   |
|                            | Verdi                                  | Angela Argenzio            | 8 283                   | 26,04                   |
|                            | Conservatore                           | Lucy Stephenson            | 2 339                   | 7,35                    |
|                            | Lib Dem                                | Sam Christmas              | 2 174                   | 6,84                    |
|                            | Indipendente                           | Alison Teal                | 1 039                   | 3,27                    |
|                            | Workers                                | Caitlin Hardy              | 656                     | 2,06                    |
|                            | TUSC                                   | Isabelle France            | 409                     | 1,29                    |
|                            | Social Democratico                     | Annie Stoker               | 334                     | 1,05                    |
|                            |                                        |                            |                         |                         |
| Iscritti                   | Iscritti                               | Iscritti                   | 60 777                  | 100,00                  |
| ↳ Votanti (% su iscritti)  | ↳ Votanti (% su iscritti)              | ↳ Votanti (% su iscritti)  | 31 803                  | 52,33                   |
| ↳ Astenuti (% su iscritti) | ↳ Astenuti (% su iscritti)             | ↳ Astenuti (% su iscritti) | 28 974                  | 47,67                   |
|                            |                                        |                            |                         |                         |
|                            | Esito: collegio confermato a Laburista |                            |                         |                         |

### Elezioni negli anni 2010
| Partito                    | Partito                                | Candidato                  | Risultati 12 dicembre 2019 | Risultati 12 dicembre 2019 |
| Partito                    | Partito                                | Candidato                  | Voti                       | %                          |
| -------------------------- | -------------------------------------- | -------------------------- | -------------------------- | -------------------------- |
|                            | Laburista                              | Paul Blomfield             | 33 968                     | 66,72                      |
|                            | Conservatore                           | Janice Silvester-Hall      | 6 695                      | 13,15                      |
|                            | Verdi                                  | Alison Teal                | 4 570                      | 8,98                       |
|                            | Lib Dem                                | Colin Ross                 | 3 237                      | 6,36                       |
|                            | Brexit                                 | Paul Ward                  | 1 969                      | 3,87                       |
|                            | Yorkshire                              | Jack Carrington            | 416                        | 0,82                       |
|                            | Indipendente                           | Barry James                | 30                         | 0,06                       |
|                            | Uguaglianza Socialista                 | Chris Marsden              | 28                         | 0,05                       |
|                            |                                        |                            |                            |                            |
| Iscritti                   | Iscritti                               | Iscritti                   | 89 849                     | 100,00                     |
| ↳ Votanti (% su iscritti)  | ↳ Votanti (% su iscritti)              | ↳ Votanti (% su iscritti)  | 50 913                     | 56,67                      |
| ↳ Astenuti (% su iscritti) | ↳ Astenuti (% su iscritti)             | ↳ Astenuti (% su iscritti) | 38 936                     | 43,33                      |
|                            |                                        |                            |                            |                            |
|                            | Esito: collegio confermato a Laburista |                            |                            |                            |

| Partito                    | Partito                                | Candidato                  | Risultati 8 giugno 2017 | Risultati 8 giugno 2017 |
| Partito                    | Partito                                | Candidato                  | Voti                    | %                       |
| -------------------------- | -------------------------------------- | -------------------------- | ----------------------- | ----------------------- |
|                            | Laburista                              | Paul Blomfield             | 33 963                  | 70,94                   |
|                            | Conservatore                           | Stephanie Roe              | 6 215                   | 12,98                   |
|                            | Verdi                                  | Natalie Bennett            | 3 848                   | 8,04                    |
|                            | Lib Dem                                | Shaffaq Mohammed           | 2 465                   | 5,15                    |
|                            | UKIP                                   | Dominic Cook               | 1 060                   | 2,21                    |
|                            | Yorkshire                              | Jack Carrington            | 197                     | 0,41                    |
|                            | Pirata                                 | Rob Moran                  | 91                      | 0,19                    |
|                            | Social Democratico                     | Joe Westnidge              | 38                      | 0,08                    |
|                            |                                        |                            |                         |                         |
| Iscritti                   | Iscritti                               | Iscritti                   | 77 220                  | 100,00                  |
| ↳ Votanti (% su iscritti)  | ↳ Votanti (% su iscritti)              | ↳ Votanti (% su iscritti)  | 47 877                  | 62,00                   |
| ↳ Astenuti (% su iscritti) | ↳ Astenuti (% su iscritti)             | ↳ Astenuti (% su iscritti) | 29 343                  | 38,00                   |
|                            |                                        |                            |                         |                         |
|                            | Esito: collegio confermato a Laburista |                            |                         |                         |

| Partito                    | Partito                                | Candidato                  | Risultati 7 maggio 2015 | Risultati 7 maggio 2015 |
| Partito                    | Partito                                | Candidato                  | Voti                    | %                       |
| -------------------------- | -------------------------------------- | -------------------------- | ----------------------- | ----------------------- |
|                            | Laburista                              | Paul Blomfield             | 24 308                  | 55,03                   |
|                            | Verdi                                  | Jillian Creasy             | 6 999                   | 15,84                   |
|                            | Conservatore                           | Stephanie Roe              | 4 917                   | 11,13                   |
|                            | Lib Dem                                | Joe Otten                  | 4 278                   | 9,68                    |
|                            | UKIP                                   | Dominic Cook               | 3 296                   | 7,46                    |
|                            | Comunista                              | Steve Andrew               | 119                     | 0,27                    |
|                            | Pirata                                 | Andy Halsall               | 113                     | 0,26                    |
|                            | Democratici                            | Elizabeth Breed            | 68                      | 0,15                    |
|                            | Above and Beyond                       | Thom Brown                 | 42                      | 0,10                    |
|                            | Rivoluzionario dei Lavoratori          | Michael Driver             | 33                      | 0,07                    |
|                            |                                        |                            |                         |                         |
| Iscritti                   | Iscritti                               | Iscritti                   | 76 956                  | 100,00                  |
| ↳ Votanti (% su iscritti)  | ↳ Votanti (% su iscritti)              | ↳ Votanti (% su iscritti)  | 44 173                  | 57,40                   |
| ↳ Astenuti (% su iscritti) | ↳ Astenuti (% su iscritti)             | ↳ Astenuti (% su iscritti) | 32 783                  | 42,60                   |
|                            |                                        |                            |                         |                         |
|                            | Esito: collegio confermato a Laburista |                            |                         |                         |

| Partito                    | Partito                                | Candidato                  | Risultati 6 maggio 2010 | Risultati 6 maggio 2010 |
| Partito                    | Partito                                | Candidato                  | Voti                    | %                       |
| -------------------------- | -------------------------------------- | -------------------------- | ----------------------- | ----------------------- |
|                            | Laburista                              | Paul Blomfield             | 17 138                  | 41,33                   |
|                            | Lib Dem                                | Paul Scriven               | 16 973                  | 40,93                   |
|                            | Conservatore                           | Andrew Lee                 | 4 206                   | 10,14                   |
|                            | Verdi                                  | Jillian Creasy             | 1 556                   | 3,75                    |
|                            | BNP                                    | Tracey Smith               | 903                     | 2,18                    |
|                            | UKIP                                   | Jeffrey Shaw               | 652                     | 1,57                    |
|                            | Indipendente                           | Rod Rodgers                | 40                      | 0,10                    |
|                            |                                        |                            |                         |                         |
| Iscritti                   | Iscritti                               | Iscritti                   | 69 577                  | 100,00                  |
| ↳ Votanti (% su iscritti)  | ↳ Votanti (% su iscritti)              | ↳ Votanti (% su iscritti)  | 41 468                  | 59,60                   |
| ↳ Astenuti (% su iscritti) | ↳ Astenuti (% su iscritti)             | ↳ Astenuti (% su iscritti) | 28 109                  | 40,40                   |
|                            |                                        |                            |                         |                         |
|                            | Esito: collegio confermato a Laburista |                            |                         |                         |

### Elezioni negli anni 2000
| Partito                    | Partito                                | Candidato                  | Risultati 5 maggio 2005 | Risultati 5 maggio 2005 |
| Partito                    | Partito                                | Candidato                  | Voti                    | %                       |
| -------------------------- | -------------------------------------- | -------------------------- | ----------------------- | ----------------------- |
|                            | Laburista                              | Richard Caborn             | 14 950                  | 49,86                   |
|                            | Lib Dem                                | Ali Qadar                  | 7 895                   | 26,33                   |
|                            | Conservatore                           | Samantha George            | 3 094                   | 10,32                   |
|                            | Verdi                                  | Bernard Little             | 1 808                   | 6,03                    |
|                            | Respect                                | Maxine Bowler              | 1 284                   | 4,28                    |
|                            | BNP                                    | Mark Payne                 | 539                     | 1,80                    |
|                            | UKIP                                   | Charlotte Arnott           | 415                     | 1,38                    |
|                            |                                        |                            |                         |                         |
| Iscritti                   | Iscritti                               | Iscritti                   | 59 850                  | 100,00                  |
| ↳ Votanti (% su iscritti)  | ↳ Votanti (% su iscritti)              | ↳ Votanti (% su iscritti)  | 29 985                  | 50,10                   |
| ↳ Astenuti (% su iscritti) | ↳ Astenuti (% su iscritti)             | ↳ Astenuti (% su iscritti) | 29 865                  | 49,90                   |
|                            |                                        |                            |                         |                         |
|                            | Esito: collegio confermato a Laburista |                            |                         |                         |

| Partito                    | Partito                                | Candidato                  | Risultati 7 giugno 2001 | Risultati 7 giugno 2001 |
| Partito                    | Partito                                | Candidato                  | Voti                    | %                       |
| -------------------------- | -------------------------------------- | -------------------------- | ----------------------- | ----------------------- |
|                            | Laburista                              | Richard Caborn             | 18 477                  | 61,45                   |
|                            | Lib Dem                                | Ali Qadar                  | 5 933                   | 19,73                   |
|                            | Conservatore                           | Noelle Brelsford           | 3 289                   | 10,94                   |
|                            | Verdi                                  | Bernard Little             | 1 008                   | 3,35                    |
|                            | Alleanza Socialista                    | Nick Riley                 | 754                     | 2,51                    |
|                            | Laburista Socialista                   | David Hadfield             | 289                     | 0,96                    |
|                            | UKIP                                   | Elizabeth Schofield        | 257                     | 0,85                    |
|                            | Rivoluzionario dei Lavoratori          | Robert Driver              | 62                      | 0,21                    |
|                            |                                        |                            |                         |                         |
| Iscritti                   | Iscritti                               | Iscritti                   | 60 745                  | 100,00                  |
| ↳ Votanti (% su iscritti)  | ↳ Votanti (% su iscritti)              | ↳ Votanti (% su iscritti)  | 30 069                  | 49,50                   |
| ↳ Astenuti (% su iscritti) | ↳ Astenuti (% su iscritti)             | ↳ Astenuti (% su iscritti) | 30 676                  | 50,50                   |
|                            |                                        |                            |                         |                         |
|                            | Esito: collegio confermato a Laburista |                            |                         |                         |

## Risultati dei referendum

### Referendum sulla permanenza del Regno Unito nell'Unione europea del 2016
|             | Collegio          | Lasciare UE % | Rimanere in UE % |
| ----------- | ----------------- | ------------- | ---------------- |
|             | Sheffield Central | 30,4%         | 69,6%            |
|             | Inghilterra       | 53,3%         | 46,7%            |
| Regno Unito | 51,9%             | 48,1%         |                  |